# Ferganští Kypčaci
Ferganští Kypčaci nebo Ferganští Kipčaci také Kypčaci nebo Kipčaci jsou etnikum žijící ve Ferganské kotlině, v Uzbekistánu. 
Jsou to pravděpodobně přímí potomci historických Kypčaků čili Kumánů, jejichž jazyk je příbuzný kyrgyzštině a kazaštině, ale v 80. letech 20. století byly oficiálně přičítání k Uzbekům a jsou vedení jako Uzbeci. V sčítání z roku 1926, ve kterém byly ještě vedeni odděleně, jich bylo 33 502. 